# Sennacieca Asocio Tutmonda

La bandiera della SAT

La Sennacieca Asocio Tutmonda (Associazione Anazionale Mondiale, accorciato in SAT) è un'associazione esperantista transnazionale fondata nel 1921. Nonostante non sia legata a un partito politico specifico è nata come organizzazione del movimento operaio esperantista.
Tra i fondatori era figura importante Eugene Adam, noto sotto lo pseudonimo di Eugenio Lanti. Alla fine degli anni Venti aveva più di 6000 membri ed è stata un caso unico nel movimento operaio in quanto associazione transnazionale di individui piuttosto che federazione di gruppi nazionali. In anni più recenti il numero di iscritti è stato 881 nel 2003, 724 nel 2006 e 525 nel 2016.
Cura varie pubblicazioni, la più importante delle quali è il Plena Ilustrita Vortaro de Esperanto, ed è affiliata alla Laboristaj Esperanto-Asocioj (LEA).

## Scopi
1. utilizzare con praticità la lingua internazionale Esperanto per gli obbiettivi della classe operaia mondiale;
2. migliorare e dare dignità, nei modi possibili, alle relazioni tra i suoi membri, accrescendo tra loro un forte sentimento di umana solidarietà;
3. istruire i suoi membri in modo che arrivino ad essere al massimo della capacità degli internazionalisti;
4. servire come mezzo per i rapporti con le associazioni di lingue diverse, il cui scopo è analogo a quello della SAT;
5. Mediare e, in tutti i modi possibili, contribuire alla creazione della letteratura (tradotta o originale) che rifletta l'ideale dell'associazione.

Queste definizioni furono accettate nel congresso di fondazione della SAT del 1921. Nel 1928 si precisò ulteriormente il fine per mezzo della seguente dichiarazione:
La SAT, non essendo un'organizzazione politica, ma soltanto istruttiva, educativa e culturale ha come scopo che i suoi membri siano favorevoli alla comprensione ed alla tolleranza verso le scuole od i sistemi politici e filosofici, su cui si sostengono i movimenti sindacali ed i partiti lavoratori che combattono battaglie tra le diverse classi sociali; la SAT, mediante il confronto di fatti ed idee per la discussione libera, mira di far evitare ai suoi membri la "dogmatizzazione" dell'istruzione, che essi incontrano nei loro campi specifici.
In breve, la SAT mira, attraverso il costante uso di una lingua ragionevolmente ideata e per la sua applicazione su scala mondiale, di aiutare la creazione di menti che pensino razionalmente, capaci di confrontare con precisione, comprendere e valutare correttamente idee, tesi, tendenze ed in modo tale da renderle in seguito capaci di scegliere autonomamente la strada, che si pensi la più retta ed opportuna al fine di liberare la propria categoria sociale e di condurre il genere umano verso il più alto grado della civiltà e della cultura.
La SAT non è un'organizzazione "per l'Esperanto", cioè non è un'organizzazione che fa propaganda all'Esperanto. Essa è un'organizzazione "mediante l'Esperanto", cioè utilizza l'Esperanto per i suoi scopi.

## Struttura
La SAT ha una struttura senza nazioni. I membri aderiscono individualmente, e non per mezzo di associazioni territoriali. È necessario non confondere l'anazionalismo, tendenza culturale, con l'apolidia, struttura associativa per conseguenza basata sull'uso di una lingua comune e consistente principalmente nel fatto che la SAT non abbia sezioni nazionali ed i suoi membri attivi siano soltanto persone individuali. La SAT non è solo apolida ma anche superiore alle tendenze. Ciò significa che principalmente nessuna scuola filosofica o politica regna sulla SAT.
All'interno della SAT le decisioni sono prese teoricamente per mezzo di un referendum relegato alla base (tutte le decisioni prese in congresso sono validate solo dopo un referendum). Questa disposizione dello statuto mira a far sì che tutte le proposte siano scelte democraticamente; bensì l'esperienza abbia dimostrato che nella stragrande maggioranza dei casi le decisioni dei congressi non sono mai state sottoposte ad un referendum. Il Consiglio di Presidenza della SAT, che guida l'associazione, nomina il Comitato Esecutivo.
Kreŝimir Barkoviĉ è stato redattore di Sennaciulo (organo ufficiale della SAT) e già per molti anni Segretario Generale. Dopo l'estate del 2007 e durante l'anno 2008 un team è stato responsabile della redazione e dopo l'estate del 2008 Jakvo Schram è diventato il nuovo redattore.

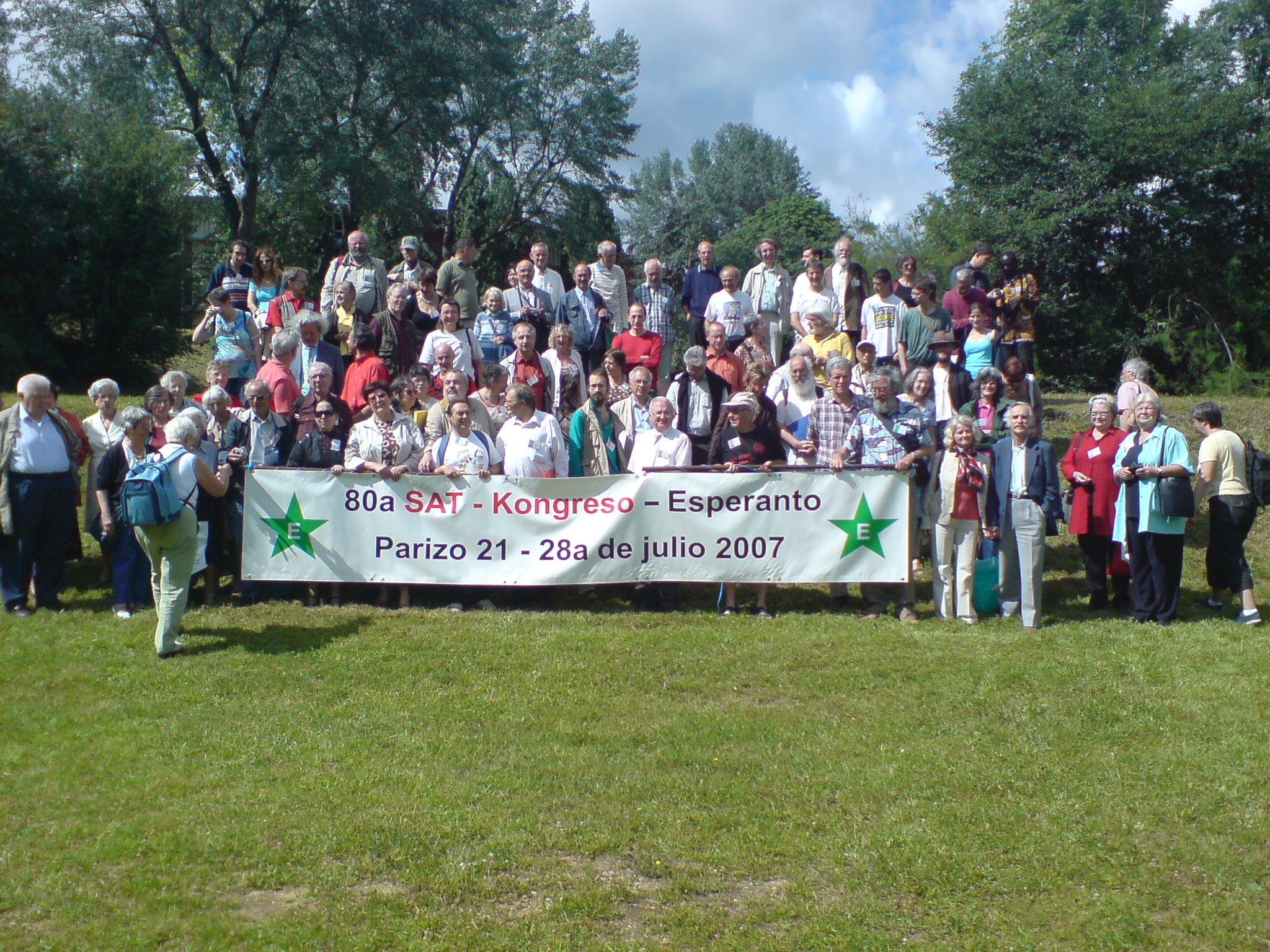
80º congresso della SAT a Antony (Hauts-de-Seine, Francia)

### Presidenti del Comitato Esecutivo
- Eugenio Lanti 1921-1933
- Hermann Platiel 1933-1935
- Lucien Bannier 1935-1968 (con un'interruzione durante gli anni della guerra)
- Julien Piron 1969-1972
- Petro Levi 1972-1981
- Gilbert Chevrolat 1981-1984
- Yves Peyraut 1984-2001
- Jacques Bannier 2001-2003
- Jakvo Schram 2003-2012
- Vinko Markovo 2012-in carica

## Pubblicazioni
La SAT pubblica il mensile Sennaciulo, il bollettino culturale ed annuale Sennacieca Revuo, e diversi libri con un contenuto di spiegazion, di cui il più importante è il Plena Ilustrita Vortaro. Pubblica anche maggiore materiale espositivo su   questo sito. URL consultato l'8 aprile 2018 (archiviato dall'url originale il 23 giugno 2006)..

## Congressi
| Numero | Anno | Città                     | Stato                | Partecipanti |
| ------ | ---- | ------------------------- | -------------------- | ------------ |
| 97°    | 2024 | Porto                     | Portogallo           | 80           |
| 96°    | 2023 | Parigi                    | Francia              | 55           |
| 95°    | 2022 | Internet (causa pandemia) | -                    | 76           |
| 94°    | 2021 | Internet (causa pandemia) | -                    | 111          |
| 93°    | 2020 | Internet (causa pandemia) | -                    | 256          |
| 92°    | 2019 | Barcellona                | Spagna               | 220          |
| 91°    | 2018 | Kragujevac                | Serbia               | 85           |
| 90°    | 2017 | Seul                      | Corea del Sud        | 105          |
| 89°    | 2016 | Herzburg am Harz          | Germania             | 86           |
| 88°    | 2015 | Nitra                     | Slovacchia           | 64           |
| 87°    | 2014 | Dinan                     | Francia              | 145          |
| 86º    | 2013 | Madrid                    | Spagna               | 104          |
| 85º    | 2012 | Jalta                     | Ucraina              | 93           |
| 84°    | 2011 | Sarajevo                  | Bosnia ed Erzegovina | 73           |
| 83°    | 2010 | Brașov                    | Romania              | 75           |
| 82°    | 2009 | Milano                    | Italia               | ca. 80       |
| 81°    | 2008 | Kazanlăk                  | Bulgaria             | 71           |
| 80°    | 2007 | Parigi                    | Francia              | 140          |
| 79°    | 2006 | Belgrado                  | Serbia               | 153          |
| 78°    | 2005 | Zagabria                  | Croazia              | ca. 80       |
| 77°    | 2004 | Bratislava                | Slovacchia           | 140          |
| 76°    | 2003 | Le Chaux-de-Fonds         | Svizzera             | 155          |
| 75°    | 2002 | Alicante                  | Brasile              | 150          |
| 74°    | 2001 | Nagykanizsa               | Ungheria             | 220          |
| 73°    | 2000 | Mosca                     | Russia               | 125          |
| 72°    | 1999 | Karlovy Vary              | Rep. Ceca            | 178          |
| 71°    | 1998 | Odessa                    | Ucraina              | 240          |
| 70°    | 1997 | Augusta                   | Germania             | 133          |
| 69°    | 1996 | San Pietroburgo           | Russia               | 240          |
| 68°    | 1995 | Maribor                   | Slovenia             | 150          |
| 67°    | 1994 | Strážnice                 | Rep. Ceca            | 310          |
| 66°    | 1993 | Kazanlăk                  | Bulgaria             | 250          |
| 65°    | 1992 | Kaunas                    | Lituania             | 617          |
| 64°    | 1991 | Bruxelles                 | Belgio               | 165          |
| 63°    | 1990 | Linz                      | Austria              | 292          |
| 62°    | 1989 | Illertissen               | Germania Ovest       | 160          |
| 61°    | 1988 | Campos do Jordão          | Brasile              | 128          |
| 60°    | 1987 | Boulogne-sur-Mer          | Francia              | 430          |
| 59°    | 1986 | Sant Cugat del Vallès     | Spagna               | 190          |
| 58°    | 1985 | Amersfoort                | Paesi Bassi          | 260          |
| 57°    | 1984 | Bordeaux                  | Francia              | 260          |
| 56°    | 1983 | Linz                      | Austria              | 185          |
| 55°    | 1982 | Iisalmi                   | Finlandia            | 237          |
| 54°    | 1981 | Basilea                   | Svizzera             | 300          |
| 53°    | 1980 | Fiume                     | Jugoslavia           | 380          |
| 52°    | 1979 | Swanwick                  | Regno Unito          | 310          |
| 51°    | 1978 | Lectoure                  | Francia              | 272          |
| 50°    | 1977 | Augusta                   | Germania Ovest       | 251          |
| 49°    | 1976 | Göteborg                  | Svezia               | 301          |
| 48°    | 1975 | L'Aia                     | Paesi Bassi          | 300          |
| 47°    | 1974 | Bergamo                   | Italia               | 330          |
| 46°    | 1973 | Toronto                   | Canada               | 208          |
| 45°    | 1972 | Kuopio                    | Finlandia            | 300          |
| 44°    | 1971 | Parigi                    | Francia              | 502          |
| 43°    | 1970 | Augusta                   | Germania Ovest       | 360          |
| 42°    | 1969 | Novi Sad                  | Jugoslavia           | 250          |
| 41º    | 1968 | Utrecht                   | Paesi Bassi          | 347          |
| 40º    | 1967 | Malmö                     | Svezia               | 407          |
| 39º    | 1966 | Swanwick                  | Regno Unito          | 310          |
| 38º    | 1965 | Karlsruhe                 | Germania Ovest       | 447          |
| 37º    | 1964 | Narbona                   | Francia              | 300          |
| 36º    | 1963 | Amburgo                   | Germania Ovest       | 263          |
| 35º    | 1962 | Vienna                    | Austria              | 465          |
| 34º    | 1961 | Gand                      | Belgio               | 374          |
| 33º    | 1960 | Århus                     | Danimarca            | 355          |
| 32º    | 1959 | Dortmund                  | Germania Ovest       | 425          |
| 31º    | 1958 | Helsinki                  | Finlandia            | 254          |
| 30º    | 1957 | Rotterdam                 | Paesi Bassi          | 590          |
| 29º    | 1956 | Belgrado                  | Jugoslavia           | 489          |
| 28º    | 1955 | Linz                      | Austria              | 650          |
| 27º    | 1954 | Nancy                     | Francia              | 480          |
| 26º    | 1953 | Sheffield                 | Regno Unito          | 185          |
| 25º    | 1952 | Düsseldorf                | Germania Ovest       | 622          |
| 24º    | 1951 | Stoccolma                 | Svezia               | 584          |
| 23º    | 1950 | Torino                    | Italia               | 292          |
| 22º    | 1949 | Parigi                    | Francia              | 1325         |
| 21º    | 1948 | Amsterdam                 | Paesi Bassi          | 1219         |
| 20º    | 1947 | Århus                     | Danimarca            | 662          |
| 19º    | 1939 | Copenaghen                | Danimarca            | 568          |
| 18°    | 1938 | Bruxelles                 | Belgio               | 659          |
| 17º    | 1937 | Rotterdam                 | Paesi Bassi          | 806          |
| 16º    | 1936 | Manchester                | Regno Unito          | 167          |
| 15º    | 1935 | Parigi                    | Francia              | 346          |
| 14º    | 1934 | Valencia                  | Spagna               | 376          |
| 13º    | 1933 | Stoccolma                 | Svezia               | 600          |
| 12º    | 1932 | Stoccarda                 | Germania             | 245          |
| 11º    | 1931 | Amsterdam                 | Paesi Bassi          | 400          |
| 10º    | 1930 | Londra                    | Regno Unito          | 350          |
| 9º     | 1929 | Lipsia                    | Germania             | 650          |
| 8º     | 1928 | Göteborg                  | Svezia               | 436          |
| 7º     | 1927 | Lione                     | Francia              | 200          |
| 6º     | 1926 | Leningrado                | Unione Sovietica     | 400          |
| 5º     | 1925 | Vienna                    | Austria              | 150          |
| 4º     | 1924 | Bruxelles                 | Belgio               | 90           |
| 3º     | 1923 | Kassel                    | Germania             | 250          |
| 2º     | 1922 | Francoforte sul Meno      | Germania             | 230          |
| 1°     | 1921 | Praga                     | Cecoslovacchia       | 80           |